# 桃園市立觀音高級中等學校
桃園市立觀音高級中等學校（英語：Taoyuan Municipal Guanyin High School），簡稱觀音高中、觀高，位於臺灣桃園市觀音區，是由桃園縣立新坡國民中學改制而成的完全中學，並附設有高職部化工科及多媒體動畫科。觀音高中為提供觀音區國中畢業生就近入學的一所的社區高中，於101學年度（2012年）首度招收高中部及高職部新生。

## 歷史沿革
- 1954年：成立籌建委員會
- 1955年：奉准設校，定名為桃園縣立楊梅中學觀音分部。
- 1957年：奉准獨立，定名為桃園縣立觀音初級中學。
- 1966年：設立觀音分部於白玉村
- 1968年：全國辦理九年義務教育，觀音分部獨立為桃園縣立觀音國民中學，該校更名為桃園縣立新坡國民中學。
- 2010年：因應改制完全中學，成立桃園縣立觀音高級中學籌備處。
- 2012年：學制改制為完全中學，定名桃園縣立觀音高級中學，正式招收高中部及高職部第一屆新生。
- 2014年：12月25日，因應桃園縣升格改制為直轄市，更名為桃園市立觀音高級中學。
- 2017年：國中部及高中部奉准增設體育班
- 2018年：1月1日，配合桃園市國立高中改隸市立，更名為桃園市立觀音高級中等學校。

## 歷任校長

### 初中、國中時期
| 任期 | 姓名       | 任職日期   | 離職日期  | 備註                                                           |
| ---- | ---------- | ---------- | --------- | -------------------------------------------------------------- |
| 1    | 葉國光先生 | 1955年11月 | 1968年7月 | 調職桃園縣立楊梅國民中學。                                     |
| 2    | 黃坤瀛先生 | 1968年8月  | 1974年2月 | 原桃園縣立啟明初級中學校長轉任，調任桃園縣立楊梅國民中學。     |
| 3    | 周耀津先生 | 1974年3月  | 1975年7月 | 原桃園縣立永安國民中學校長轉任，調任桃園縣立富岡國民中學。     |
| 4    | 蔡景洲先生 | 1975年8月  | 1983年2月 | 原桃園縣立中壢國民中學校長轉任，調任桃園縣立新明國民中學。     |
| 5    | 朱浩明先生 | 1983年3月  | 1990年2月 | 原桃園縣立竹圍國民中學校長轉任，屆齡退休。                     |
| 6    | 魏應利先生 | 1990年3月  | 1994年8月 | 原新竹縣立尖石國民中學校長轉任，調任桃園縣立仁和國民中學。     |
| 7    | 姜義祥先生 | 1994年9月  | 2000年7月 | 原臺東縣立海端國民中學校長轉任，調任桃園縣立慈文國民中學。     |
| 8    | 鄭義彬先生 | 2000年8月  | 2004年7月 | 原桃園縣教育局督學轉任，調任桃園縣立新明國民中學。             |
| 9    | 黃貴枝女士 | 2004年8月  | 2010年7月 | 原桃園縣立自強國民中學輔導主任升任，調任桃園縣立新屋國民中學。 |
| 10   | 王炎川先生 | 2010年8月  | 2018年7月 | 桃園縣立觀音高級中學籌備處主任兼任。                           |

### 高中時期
| 任期       | 姓名       | 任職日期  | 離職日期  | 備註                                                                           |
| ---------- | ---------- | --------- | --------- | ------------------------------------------------------------------------------ |
| 籌備處主任 | 王炎川先生 | 2010年8月 | 2012年7月 | 原桃園縣立平鎮高級中學教務主任升任。                                           |
| 1          | 王炎川先生 | 2012年8月 | 2018年7月 | 原桃園縣立觀音高級中學籌備處主任升任，調任桃園市立內壢高級中等學校。           |
| 2          | 林振清先生 | 2018年8月 | 2025年7月 | 原桃園市立平鎮高級中等學校教務主任升任，調任桃園市立中壢家事商業高級中等學校。 |
| 3          | 鄭齡憶女士 | 2025年8月 | 現任      | 原桃園市立桃園高級中等學校秘書升任。                                           |

## 國中部學區
。

## 外部連結
- 桃園市立觀音高級中學 （页面存档备份，存于）
- 觀音高中化工科 （页面存档备份，存于）
- 觀音高中多媒體動畫科 （页面存档备份，存于）